# Прокш, Йозеф
Йозеф Прокш (4 августа 1794, Райхенберг — 20 декабря 1864, Прага) — немецкий пианист и композитор из Богемии. Представитель музыкальной династии Прокшей.

## Биография
Йозеф Прокш ослеп в 13 лет. В Праге он получил музыкальное образование у чешского композитора Яна Антонина Кожелуха. В 1830 году Прокш открыл музыкальную академию (Musikbildungsanstalt) в Праге. Его метод обучения, когда несколько учеников одновременно играли на уроках фортепиано, оставался востребован более ста лет. Самым известным его учеником был Бедржих Сметана, которому Прокш преподавал фортепиано и теорию музыки с 1843 по 1847 год.
Помимо педагогических произведений для фортепиано, Прокш написал концерт для трёх фортепиано, создал ряд фортепианных сонат, месс и кантат, а также адаптировал многочисленные оркестровые произведения для четырех и восьми фортепиано, чтобы использовать их на своих уроках.

## Избранные произведения
- Versuch einer rationellen Lehrmethode im Pianoforte-Spiel — 50 томов, педагогическая работа (1841—1864)
- Die Kunst des Ensembles im Pianoforte-Spiel — 7 томов, педагогическая работа (1859)

## Семья
Младший брат Йозефа Прокша Антон Прокш (1804—1866) — композитор и музыкальный педагог. Дочь Йозефа Мария Прокш (1836—1900) также была известной пианисткой и композитором.